# Björn O. Nilsson
Björn O. Nilsson, egentligen Björn Olof Nilsson, född 11 januari 1956, är en svensk biokemist, företagsledare och ämbetsman. Han var landshövding i Norrbottens län mellan 1 juni 2018 och 31 januari 2021. Han var 2016–2019 ordförande i Svenska Friidrottsförbundet. Han var till november 2017 verkställande direktör för Kungl. Ingenjörsvetenskapsakademien (IVA), där han i augusti 2008 efterträdde Lena Treschow Torell. Nilsson var tidigare framgångsrik friidrottare (medeldistanslöpare).

## Biografi
Nilsson disputerade 1986 i biokemi vid Kungliga Tekniska Högskolan i Stockholm på doktorsavhandlingen Fusions to the gene encoding staphylococcal protein A. Han har publicerat 63 vetenskapliga uppsatser samt har åtta patent/patentansökningar.
Nilsson har en rad uppdrag inom akademi och forskningsstiftelser. Han invaldes 1996 som ledamot av IVA, i dess avdelning för bioteknik, och var åren 2008–2017 akademiens vd . Han var 2008–2018 styrelseledamot i Universeum. Han var 2010–2018 styrelseledamot i Ångpanneföreningen (ÅF), och var 2015–2018 ordförande i Ångpanneföreningens Forskningsstiftelse (Åforsk) som är störste ägare i ÅF AB. Björn Nilsson var fram till 2005 VD i Karo Bio AB , 2011–2018 var han styrelseordförande i BioInvent International AB och 2017–2019 var han styrelseledamot i SweTreeTechnologies AB. Han var 2015–2018 styrelseordförande i Stockholm Science City och 2016–juli 2018 styrelseledamot i European Institute of Innovation and Technology (EIT).
Han är sedan 2017 styrelseordförande i Swedish Young Academy Foundation, sedan 2017 styrelseordförande i Stiftelsen för strategisk forskning (SSF), 2019 – april 2021 ordförande i Hushållningssällskapet Norrbotten / Västerbotten och sedan 2017 ordförande i forskningscentret CellNova vid Kungliga Tekniska Högskolan (KTH). 
År 2016 erhöll Nilsson H.M. Konungens Medalj av 8:e storleken med Serafimerband och samma år utsågs han till Honorary Fellow of the Royal European Academy of Doctors. År 2017 utsågs han till hedersdoktor vid Umeå universitets teknisk-naturvetenskapliga fakultet. I januari 2020 erhöll Björn O. Nilsson den japanska orden The Order of the Rising Sun. 
Vid sidan av de akademiska uppdragen var även styrelseordförande i Svenska Friidrottsförbundet från mars 2016 till och med mars 2019.

## Idrottsmeriter
Innan Nilsson gav sig in på en forskar- och näringslivskarriär var han en framgångsrik medeldistanslöpare, med hemmaklubb Turebergs IF. han tog elva SM-guld på 800 och 1500 m, fem individuella och sex i stafett. På 800 m vann Nilsson 1976 och 1978 och på 1500 m 1977, 1978 och 1980. I stafett 4x800 m vann han guld 1978 och 1979 och på 4x1500 m 1978, 1979, 1981 och 1982. Hans rekord var följande: 1.47,7 på 800 m; 2.20,4 på 1000 m; 3.39,39 på 1500 m och 3.57,78 på 1 engelsk mil.